# Triple saut masculin aux Jeux olympiques de 1908
Pour un article plus général, voir Athlétisme aux Jeux olympiques de 1908.
Navigation
Saint Louis 1904 Stockholm 1912
L'épreuve du triple saut masculin aux Jeux olympiques de 1908 s'est déroulée le 25 juillet 1908 au White City Stadium de Londres, au Royaume-Uni. Elle est remportée par le Britannique Tim Ahearne.

## Résultats
| Rang               | Athlète              | Pays            | Qualifications | Finale       | Notes |
| ------------------ | -------------------- | --------------- | -------------- | ------------ | ----- |
| Médaille d'or      | Tim Ahearne          | Grande-Bretagne | 14.72          | 14.92        | OR    |
| Médaille d'argent  | Garfield MacDonald   | Canada          | 14.12          | 14.76        |       |
| Médaille de bronze | Edvard Larsen        | Norvège         | 14.37          | 14.39        |       |
| 4                  | Calvin Bricker       | Canada          | 14.10          | Non qualifié |       |
| 5                  | Platt Adams          | États-Unis      | 14.07          | Non qualifié |       |
| 6                  | Frank Mount Pleasant | États-Unis      | 13.97          | Non qualifié |       |
| 7                  | Karl Fryksdal        | Suède           | 13.65          | Non qualifié |       |
| 8                  | John Brennan         | États-Unis      | 13.59          | Non qualifié |       |
| 9                  | Martin Sheridan      | États-Unis      | 13.42          | Non qualifié |       |
| 10                 | Doug Stupart         | Afrique du Sud  | 13.40          | Non qualifié |       |
| 11                 | Cyril Dugmore        | Grande-Bretagne | 13.31          | Non qualifié |       |
| 12                 | Michael Dineen       | Grande-Bretagne | 13.23          | Non qualifié |       |
| 13                 | Henry Olsen          | Norvège         | 13.17          | Non qualifié |       |
| 14                 | Oscar Guttormsen     | Norvège         | 13.16          | Non qualifié |       |
| 15                 | Dimitrios Muller     | Grèce           | 13.09          | Non qualifié |       |
| 16                 | Frank Irons          | États-Unis      | 12.67          | Non qualifié |       |
| 17                 | Sam Bellah           | États-Unis      | 12.55          | Non qualifié |       |
| 18–20              | Nathaniel Sherman    | États-Unis      | Inconnu        | Non qualifié |       |
| 18–20              | George Mayberry      | Grande-Bretagne | Inconnu        | Non qualifié |       |
| 18–20              | Juho Halme           | Finlande        | Inconnu        | Non qualifié |       |
| —                  | 21 non-partants      | Divers          | DNS            | Non qualifié |       |